# Eren Jäger
Eren Jäger ou Eren Jaeger (エレン・イェーガー, Eren Yēgā) est le personnage principal du manga L'Attaque des Titans créé par Hajime Isayama. Eren est un adolescent qui a juré de se venger d'énormes créatures, appelées Titans, qui ont dévoré sa mère. Afin de les exterminer, Eren, accompagné de ses amis d'enfance Mikasa Ackerman et Armin Arlet, s'engage dans l'Armée et rejoint le Bataillon d'exploration, un groupe de soldats qui luttent contre les Titans hors des murs. À mesure que l'histoire progresse, Eren apprend qu'il a la capacité de se transformer en Titan, « le Titan assaillant ». Il devient alors un outil de taille pour aider les humains à se débarrasser de leurs ennemis.
Dans la version animée, Eren est doublé par Yūki Kaji en japonais, Bryce Papenbrook en anglais et Bastien Bourlé en français.

## Création et design
L'auteur, Hajime Isayama, a déclaré que le rêve d'Eren de sortir des murs de la ville est très similaire à son propre désir d'enfant : il vivait dans une ville japonaise rurale entourée de montagnes. Un jour, il a voulu aller au-delà des montagnes, que l'on retrouve dans les murs de la ville où Eren a vécu au début de la série. Le physique de sa forme de Titan a été créé d'après l'artiste martial Yushin Okami,. Le comédien japonais Yūki Kaji déclare que c'est très important pour lui de doubler Eren en Titan car il considère cette forme comme une extension du personnage. Après une visite du studio d'enregistrement, il est allé manger avec Isayama et le mangaka lui a avoué qu'Eren était un personnage difficile et a complimenté Kaji en lui disant qu'il "connaissait déjà Eren", ce qui lui donna confiance en lui.

## Apparitions

### DansL'Attaque des Titans

#### Enfance
Eren est présenté sous l'aspect d'un garçon de 10 ans, impulsif et bruyant, vivant dans le district de Shiganshina. Il rêve de rejoindre le Bataillon d'Exploration afin d'explorer le monde extérieur, mais il est constamment rappelé à l'ordre par sa mère Carla et sa sœur adoptive Mikasa.
Des bouts du passé d'Eren sont révélés au cours de la série. Lorsqu'il avait 9 ans, son père, un médecin l'emmène avec lui lors d'une visite de la famille de Mikasa Ackerman. En arrivant, ils découvrent les corps sans vie des parents Ackerman, maculés de sang. La jeune fille est portée disparue après l'assassinat brutal de ses parents. Bien que son père lui ait demandé de patienter le temps qu'il aille chercher les Brigades Spéciales, Eren, malgré son jeune âge et conscient du danger et de l'urgence de la situation, décide de partir à la recherche de la jeune fille. Il découvre qu'elle a été prise en otage par 3 hommes qui souhaitaient la revendre au marché noir en raison de ses origines japonaises (une rareté sur l'île de Paradis). Eren, prétendant s'être perdu en approchant de l'abri des ravisseurs, poignarde le premier par surprise et recule avant d'enfourcher le deuxième avec une lance improvisée. Il détache alors Mikasa et se présente très rapidement, mais un troisième homme apparait et le met en fâcheuse posture. Non résigné, il convainc Mikasa de s'occuper du troisième qui est en train de l'étrangler, réveillant ainsi chez elle ce qu'on apprendra plus tard être une sorte d'instinct du combat chez les Ackerman. Quand son père et les Brigades Spéciales arrivent, Eren donne à Mikasa, frigorifiée, son écharpe pour lui tenir chaud et le père d'Eren décide d'adopter la petite Mikasa qui va devenir la grande sœur adoptive d'Eren, mais surtout une protectrice dévouée et ultra puissante grâce à l'instinct du combat qu'Eren a réveillé en elle.
Lorsque les Titans envahissent le district, il est impuissant et voit sa mère se faire dévorer par l'un d'entre eux. Il jure alors de les tuer tous, jusqu'au dernier. Après la chute de Shiganshina, il revoit son père, Grisha, qui lui confie la clé du sous-sol de leur maison, et lui injecte un mystérieux liquide dans le bras.

#### Début dans l'armée / Éveil du titan
À 15 ans, Eren s'enrôle dans l'armée et arrive 5e de sa promotion.
Lors d'une mission, Eren est dévoré par un Titan en tentant de sauver son seul ami d'enfance Armin Arlelt qui était lui même sur le point de se faire dévorer. À l'intérieur du Titan, amputé et entouré de cadavres de ses compagnons il se refuse toujours à abandonner son combat et sa haine à l'encontre des Titans.
Alors que Mikasa, qui avait été imprudente après avoir découvert qu'Eren s'était fait dévorer, risque de se faire tuer quand un Titan de 15 mètres attaque le Titan qui la menace, elle, ainsi que tous les autres autour, ignorant totalement les humains. Il finit par s'écrouler, exposant alors son véritable corps, inconscient, à l'arrière de la nuque. Ce Titan était en réalité Eren.
Phénomène inconnu pour la population, qui ne voit dans les Titans que des monstres assoiffés de sang, Eren est menacé par l'armée qui souhaite le mettre à mort. Mais après un discours puissant d'Armin et une tentative ratée de tuer Eren grâce à un pouvoir partiel de transformation en Titan de l'intéressé, le général Dot Pixis calme le jeu et propose de surseoir à son exécution espérant reboucher une fissure dans un mur provoquée par un autre Titan en utilisant le Titan d'Eren. Si dans un premier temps il perd le contrôle, ce qui lui vaudra une méfiance par la suite de l'armée, il parvient grâce à Armin et Mikasa à se ressaisir et accomplir la mission de reboucher la fissure du mur.

#### L'entrée dans le bataillon d'exploration
Si l'armée ne lui fait pas directement confiance en raison de son incapacité à contrôler sa forme de Titan, Eren obtient quand même une place au sein de l'escouade d'opérations spéciales, une branche du Bataillon d'Exploration sous les ordres de Livaï (un Ackerman dévoué au Major Erwin Swith, commandant du Bataillon d'Exploration). En effet, si la plupart des hauts dirigeants de l'armée avait peur du Titan d'Eren, Livai, le meilleur soldat de l'armée de l'île du Paradis, sur demande du Major Erwin, était alors intervenu pour mater de façon brutale Eren afin de montrer à tous qu'il pouvait se porter garant de sa surveillance, et, si besoin, l'éliminer.

#### Le Titan Féminin
Peu de temps après son assignation, Eren se retrouve chassé par le Titan féminin qui tue la majorité de ses camarades d'escouades afin de l'attraper. Avec l'aide de Livaï et de Mikasa, Eren est sauvé des griffes du Titan qui se révèlera par la suite être Annie Leonhart, l'une de ses anciennes camarades de la 104e brigade d'entraînement, ayant rejoint les Brigades Spéciales. Bien qu'Eren ait vaincu Annie avec l'aide de ses coéquipiers, ils sont incapables d'obtenir des réponses car elle se protège immédiatement dans un cocon incassable, généré par son pouvoir.

#### La trahison des autres possesseurs de Titans
Lorsqu'Eren se fait kidnapper par Reiner Braun et Bertolt Hoover, les Titans responsables de l'attaque de Shinganshina, Eren fait face au Titan qui a dévoré sa mère des années plus tôt. Il développe alors une nouvelle capacité qui lui permet de contrôler mentalement les autres Titans. Après avoir inconsciemment ordonné à un groupe de tuer et dévorer celui qui a tué sa mère, il les dirige ensuite vers le Titan Cuirassé pour que lui et ses amis battent en retraite à l'intérieur des murs. Après avoir été secouru, Eren est envoyé avec ses amis dans un village isolé tandis que les préparations pour reprendre le mur Maria démarrent pour de bon avec l'aide de son nouveau pouvoir. Cependant, Eren apprend que sa capacité à se transformer en Titan lui vient de son père, un autre changeur de forme, qu'il a dévoré après s'être transformé lors de l'injection du liquide. Il hérite ainsi du pouvoir que Grisha avait obtenu en tuant la demi-sœur d'Historia, Frieda Reiss.

#### Combat et jeux de pouvoir au sein de l'île de Paradis
Plus tard, il est kidnappé par les Forces Spéciales et amené dans une cave au véritable souverain afin d'être ingéré de force par Historia, une des camarades d'Eren qui se révèle être la fille bâtarde du Roi afin de devenir le Titan Originel. Son père veut lui injecter un sérum pour la transformer en Titan. Cependant, elle refuse et rejette la seringue cérébrale de Titan et la brise par terre. Elle court vers Eren, grâce au trousseau de clés, et le libère. Le père d'Historia, lèche par terre le sérum de la seringue qui a été brisé et décide de devenir lui-même l'Originel. Transformé en Titan "Pur-Sang", le souverain atteint deux fois la taille du Colossal et fait s'effondrer la caverne. Eren arrive à s'injecter le contenu d'une seringue marquée "Durcissement" juste avant d'être enseveli et sauve Historia. À l'extérieur, le Roi s'est extrait des décombres et essaie d'atteindre la plus proche agglomération en rampant, son corps étant trop disproportionné pour qu'il puisse se déplacer sur ses jambes. Le Bataillon d'Exploration arrive à le stopper avec l'aide d'Eren qui dispose désormais de la même faculté qui a permis de créer les trois murs un siècle plus tôt.
Ce nouvel élément offre une occasion unique de reconquérir le Mur Maria en refermant la brèche du District de Shiganshina et Erwin monte une expédition ayant pour but officiel de reprendre Shiganshina et officieux de permettre à Eren d'atteindre la cave de son ancienne maison afin de récupérer le "secret" que son père y cachait. Une fois arrivés, bien que préparés, ils tombent dans une embuscade des Demi-Titans ennemis. Reiner était dissimulé à l'intérieur du mur et, après avoir créé une diversion, a permis au Titan Bestial, accompagné du Titan Charrette, de refermer une "ceinture" de Titans de grande taille autour du périmètre du district afin d'empêcher toute retraite à l'aide de ses puissants tirs de longue portée. Heureusement, Armin et Erwin ont prévu un plan afin de combattre sur tous les fronts : Eren doit se changer et occuper Reiner tandis que l'escouade d'Hansi, les "Lances Foudroyantes", est chargée d'utiliser leurs nouvelles armes afin de traverser le blindage du Cuirassé et de mettre sa nuque à vif afin qu'il puisse être neutralisé. Dans le même temps, Erwin prend le maximum d'hommes avec lui pour lancer une attaque frontale pour distraire le Bestial tandis que Livaï utilise la rangée de Titans pour l'atteindre grâce au système tridimensionnel et puisse lui porter un coup fatal.
Le plan semble se dérouler normalement mais au moment où Reiner se retrouve à découvert, le Bestial catapulte un tonneau qui explose en plein vol et révèle le Colossal. Reiner est neutralisé à temps mais le Colossal pose beaucoup plus de problèmes. Armin met au point un plan dans lequel il distraira Bertolt tandis qu'Eren le neutralisera. Malheureusement, le Titan Colossal anticipe l'action du blondinet et déclenche son aura brûlante plus vite que prévu, carbonisant Armin tandis qu'Eren le neutralise à son tour. Livaï manque son coup et se replie sur le mur avec le peu de survivants de l'unité de distraction. Arrive alors la lourde décision de choisir qui va recevoir le liquide cérébral de Titan et de quel Titan il se nourrira, car Armin montre un dernier souffle de vie. La décision était simple, jusqu’à ce que Frock ramène Erwin encore vivant sur son dos. Après une longue discussion houleuse et menaçante entre Eren, Mikasa, Frock et Livaï, puis Hansi, qui avait été nommée à la tête du Bataillon par Erwin quelques minutes avant, Livaï se retrouve seul et, entendant les derniers murmures d’Erwin, choisit finalement de changer d’avis et donner le Titan, et la survie, à Armin pour laisser enfin son mentor et ami reposer en paix. Le choix du Titan Cuirassé est moins difficile à faire car Reiner a été récupéré par le Titan Charette monté par Sieg sous les yeux de Hansi et Jean impuissants, bien trop rapide pour être rattrapé à cheval, par le système tridimensionnel ou encore par Eren qui n'a pas l'assurance d'avoir le contrôle s'il se transforme à nouveau. Armin se change donc en "pur-sang" et dévore la dépouille de Bertolt, devenant ainsi le nouveau Titan Colossal.

#### Le reste du monde
À la suite de ça, Eren retrouve sa maison et pénètre dans le sous-sol. Il y découvre un secrétaire dans lequel se trouvent trois carnets racontant la véritable histoire de son père et des Titans, accompagnés d'une photographie de lui avec sa première femme, Dinah, et son premier enfant, Sieg. Grisha est né à l'extérieur des murs, qui se trouvent sur une île dans l'Empire Mahr. Cette dernière est une puissante nation qui a renversé le Royaume d'Eldia, dont les citoyens sont capables de devenir des Titans. Pour cette raison, les Eldiens capturés ont été parqués dans des camps et étroitement surveillés tandis que les autres ont suivi leur roi jusqu'à une île, en exil. Grisha faisait partie d'une cellule de résistance mais a été dénoncé par son propre fils, encore enfant, avec sa femme. Ils ont été conduits sur l'île du Paradis, le domaine des Murs, et changés en Titans avant d'être envoyés dans les Terres Sauvages. Dina, transformée en Titan, sera celle qui dévorera la mère d'Eren lors de l'attaque à Shiganshina. Grisha a été le dernier à recevoir l'injection, mais, avant d'être changé en Titan, il est sauvé par un soldat, Eren Krüger, informateur de la résistance connu sous le pseudonyme de "la Chouette". Il se révèlera être un Demi-Titan, le Titan Assaillant. Après avoir réduit à néant la flotte qui a amené les prisonniers sur l'île, il propose d'offrir son pouvoir au condamné afin qu'il puisse sauver le peuple d'Eldia de l'esclavage et de l'ignorance, les exilés ayant été manipulés afin de croire qu'ils sont les derniers humains de la planète et les internés étant abusés par Mahr qui leur fait croire que leurs "cousins" exilés sont des démons inhumains qui doivent être exterminés.
Grisha accepte alors que l'homme lui assure que c'est nécessaire afin de « sauver Mikasa, Armin et les autres » bien qu'aucun des deux ne sachent ce que cela signifie. Une fois devenu un Demi-Titan, Grisha atteint le Mur Maria et utilise ses connaissances avancées en médecine pour venir en aide à ce peuple qui n'a pas beaucoup évolué depuis un siècle. Après avoir guéri une épidémie au district de Shiganshina, il tomba amoureux de celle qui allait devenir la mère d'Eren. Après cette découverte effrayante, Mikasa et Eren sont placés aux arrêts pour insubordination (uniquement par souci de marquer le coup bien que la décision finale ait été mutuellement prise). Une fois la peine écoulée, une réunion extraordinaire du gouvernement est organisée pour savoir quoi faire de cette découverte. La décision semble en suspens jusqu'à ce qu'Historia décide de révéler toute la vérité, afin de marquer une séparation avec les méthodes de ses prédécesseurs qui n'ont fait que cacher la vérité. Après cela, une ellipse d'un an commence et il est expliqué que pendant la première année, les Titans intra-muros ont été vaincus et que le Bataillon d'Exploration a fini par atteindre la côte de l'île, les Titans n'étant plus actifs.
Après l'ellipse, il est révélé qu'Eren serait conjointement responsable de la destruction de tous les navires éclaireurs et cuirassés de Mahr qui approchent les côtes de l'Île du Paradis avec Armin.

#### La préparation du Grand Terrassement
Il apparait en tant qu'Eldien et se sert de Falco pour pouvoir monter une attaque sans l'accord du Bataillon d'Exploration, contre Revelio. En s'exposant volontairement au danger, les explorateurs sont obligés d'intervenir pour l'aider. Au cours de l'opération, il obtiendra le pouvoir du Titan Marteau d'armes précédemment détenu par Lara Teyber. Il retournera ensuite à Paradis avec le Bataillon d'exploration. Il se fait emprisonner et questionner sur ses activités. Il parvient à s'échapper grâce au pouvoir du Titan Marteau et à se rendre à Shiganshina avec l'aide des "Pro-Jäger" afin d'y rejoindre Sieg, son demi-frère, pour pouvoir déclencher le Grand Terrassement permettant de détruire l’humanité   

#### Le Grand Terrassement
Eren lança Le Grand Terrassement après avoir manipulé son demi-frère Sieg, faisant semblant de partager le rêve de celui-ci, il réussit à obtenir le Pouvoir de la Grande Ancêtre Ymir et se Transforma en Titan Originel. Eren convoqua « Le Peuple d'Ymir » dans l'Axe via le Pouvoir de L'Originel et prononcera un discours qui a pour but de découvrir l'objectif final d'Eren qui est d'exterminer l'humanité vivant hors des Murs afin de protéger ceux qui l'ont vu naitre et grandir contrairement au Reste du Monde qui veut voir l'extermination du peuple de Paradis, il rompt la pétrification des trois murs de Paradis, Maria, Rose et Sina afin que les Titans des Murs piétinent le Reste du Monde jusqu'en avoir exterminer toute trace de vie.     

#### La Mort d'Eren
Ne supportant pas de voir leur ami commettre un génocide, Armin, Mikasa et ses amis décidèrent de créer une coalition avec les survivants de Mahr afin d'arrêter Eren et le Grand Terrassement. Après un massacre qui aura couté la vie à des milliards d'innocents, Eren est abattu dans le dernier épisode de l'Anime en se faisant décapiter par Mikasa après que celui-ci ait exterminé 80% de l'humanité, Eren révélera à via son Pouvoir son Amour envers Mikasa à travers des souvenirs où celui-ci vit avec Mikasa isolé du Monde et renonçant au Grand Terrassement. Eren aura Finalement une dernière discussion avec Armin en expliquant pourquoi il a agi ainsi en expliquant qu'il n'y avait aucune solution pour la Survie de Paradis et de ses amis que le Grand Terrassement, Eren finira par avouer son amour avec Mikasa et les autres, ne voulant pas mourir mais devait se sacrifier pour le bien de Paradis et voir ses amis vieillir sans qu'il n'y ait de guerre, Eren effaça la mémoire d'Armin de cette discussion mais retrouvera après que celui-ci soit mort. Après un combat à mort, Armin voit la tête de son meilleur ami dans les bras de Mikasa, impossible pour celui-ci de contenir ses émotions. Eren emporta avec lui le Pouvoir des Titans à jamais et brisa la Malédiction d'Ymir permettant ainsi aux porteurs de Titans de ne plus avoir le pouvoir de Titans et enfin vivre leur vie tranquillement. Ainsi, son souhait d'exterminer les Titans se réalisa mais devait malheureusement se sacrifier afin que les siens puissent vivre une vie heureuse. Eren est finalement enterré par Mikasa au pied de l'Arbre, là où Eren venait régulièrement se reposer.      

### Autres supports
En dehors du manga et de l'anime, Eren apparaît également dans le manga parodique Shingeki! Kyojin chūgakkō (進撃!巨人中学校), dans lequel il est dépeint comme un collégien obsédé par les Titans. C'est également un personnage jouable dans le jeu pour Nintendo 3DS Shingeki no Kyojin: Jinrui saigo no tsubasa (進撃の巨人〜人類最後の翼). On peut également le voir sous sa forme de Titan dans le jeu. Eren et Livaï sont les protagonistes du visual novel In the Forest Night, Burning Bright de Jin Haganeya.